# José Miguel de Velasco (provins)

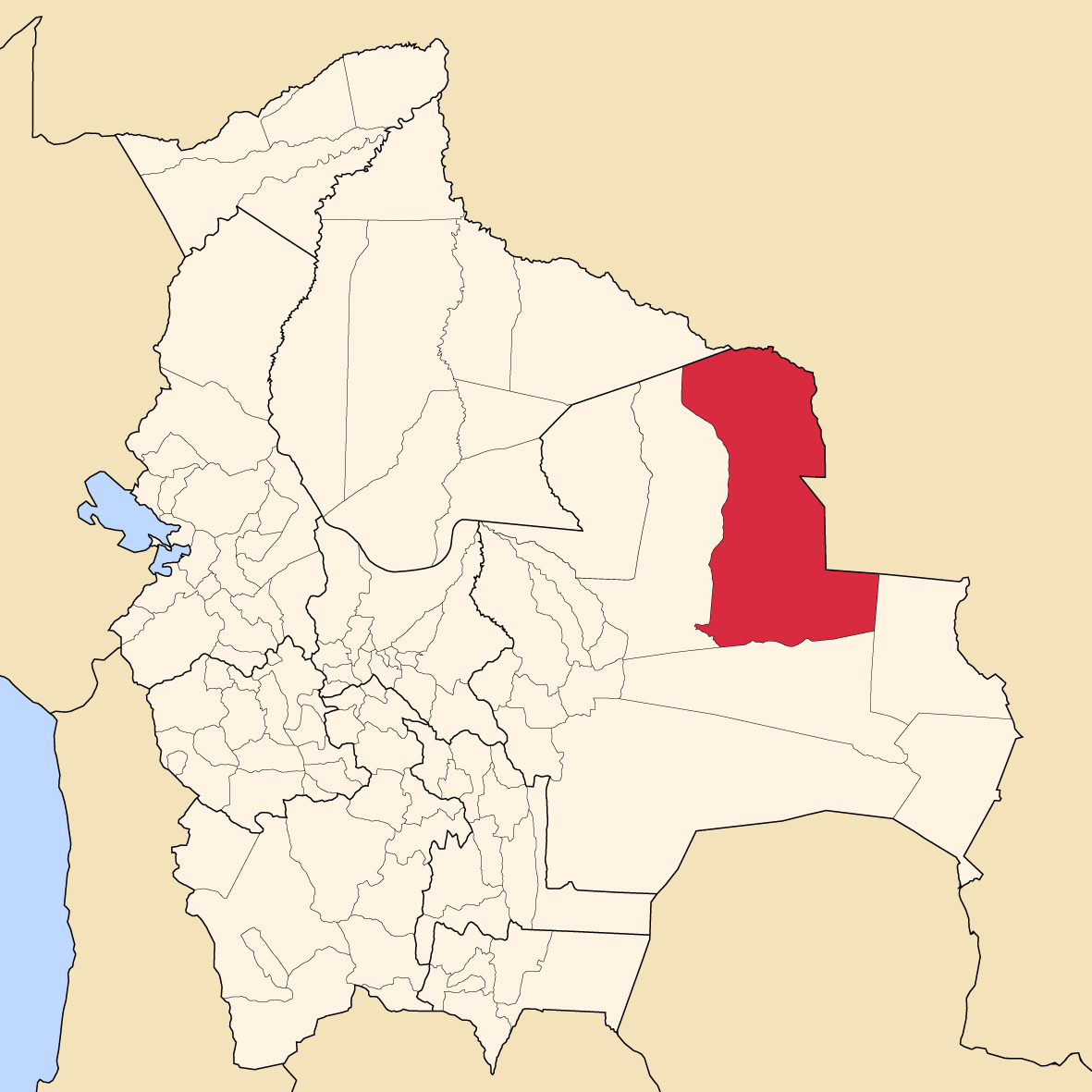
Provinsens läge i Bolivia

José Miguel de Velasco är en provins i departementet Santa Cruz i Bolivia. Den administrativa huvudorten är San Ignacio de Velasco.